# Theobald von Bar (Lüttich)
Theobald von Bar (* um 1263; † 1312) war von 1303 bis 1312 Bischof von Lüttich.

## Leben und Wirken
Theobald war der Sohn von Theobald II., Graf von Bar und Jeanne de Toucy. Der Metzer Bischof Rainald von Bar war sein Bruder. Er war Kanoniker in Metz, Toul und Verdun und besaß Pfründen in Paris, Beauvais, Reims, Le Mans, Lincoln, Troyes und Lüttich. 1296 scheiterte sein Versuch, Bischof von Metz zu werden, das Domkapitel wählte neben Theobald auch Friedrich von Lothringen. Der als Schiedsrichter angerufene Papst Bonifatius VIII. entschied sich für einen dritten Kandidaten, Gérard de Rhéninghe. Während Theobalds Amtszeit kam es zu Kämpfen zweier Parteien in der Stadt, den Grands und den vom Domkapitel unterstützten Petits. Theobald begleitete Heinrich VII. auf dessen Italienzug. Er wurde im Mai 1312 in Rom bei Kämpfen zwischen den Anhängern Heinrichs und des Königs von Neapel, Robert von Anjou, getötet.